# Serby Wschód
Serby Wschód – nieczynna kolejowa stacja techniczna w Starych Serbach, w województwie dolnośląskim, w Polsce.